# Bo Kaiser
Bo Gunnarsson Kaiser (* 6. März 1930 in Stockholm; † 25. September 2021 ebenda) war ein schwedischer Regattasegler.

## Werdegang
Bo Kaiser belegte mit Arne Settergren und Styrbjörn Holm bei den Olympischen Spielen 1964 in der Regatta mit dem Drachen den 14. Rang.